# Marc-René de Montalembert

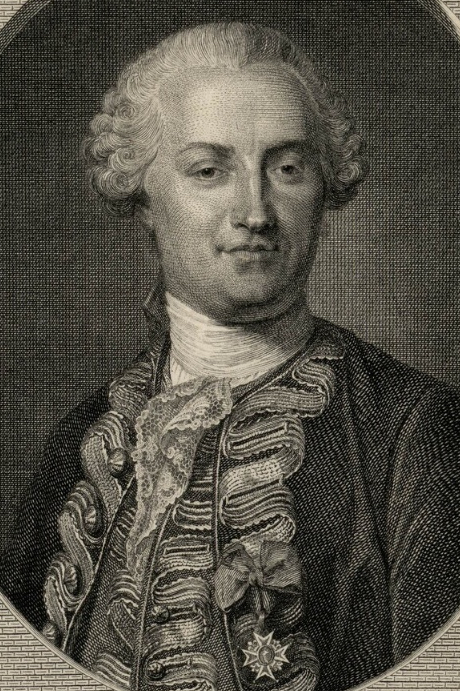
Marc-René, marquis de Montalembert, Augustin de Saint-Aubin metszete Maurice Quentin de la Tour festménye alapján

Marc-René de Montalembert, márki, (Marc-René, marquis de Montalembert) (Angoulême, 1714. július 16. – 1800.  március 29.) francia altábornagy és hadmérnök.

## Életpályája
Katonai pályáját zászlósként kezdte a lovasságnál. Harcolt a lengyel és az osztrák örökösödési háborúban. A hétéves háborúban az orosz és svéd seregekkel vett részt. Montalembert megerősítette Anklamot és Stralsundot földsáncokkal. Ezután rábízták Aix és Oléron szigetek erődítéseit, amelyeknél a saját, ollós erőd (tenaille vagy fortification perpendiculaire) rendszerét alkalmazta. 1747-től a Francia Akadémiának is tagja volt.

## Fő műve
- „Fortification perpendiculaire, ou essai sur plusieurs manières de fortifier la ligne droite, le triangle, le quarré et tous les polygones, de quelqu’étendue qu’en soient les côtés, en donnant à leur défense une direction perpendiculaire” (Párizs, 1776); ebben kifejtett rendszere heves támadásokra adott okot,  amelyekre Montalembert 1793-ban „L’Art défensif supérieur à l’offensif” című művében válaszolt.